# Силичі

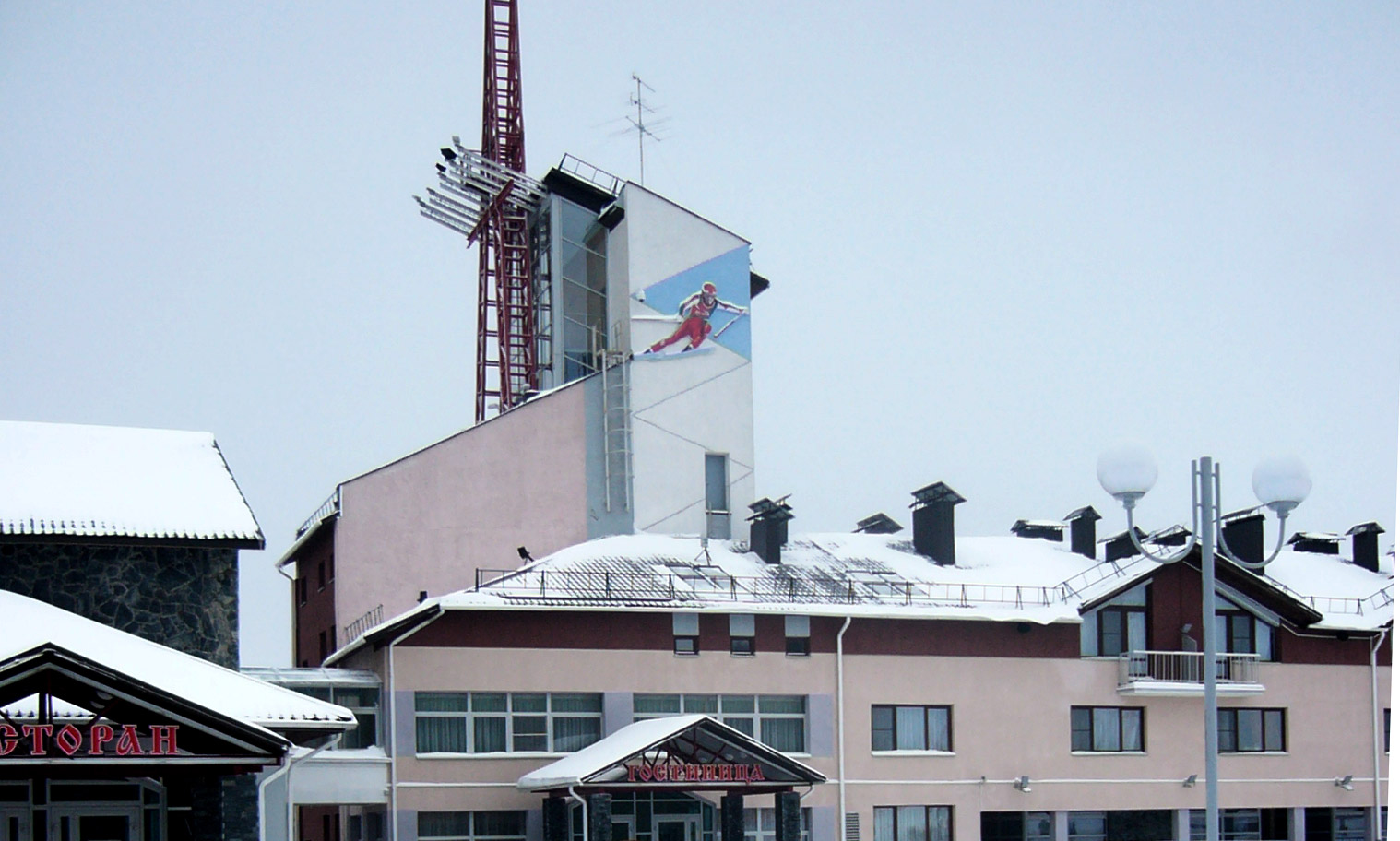
РГЦ «Силичі»

Силичі (біл. Сілічы) — республіканський гірськолижний центр у Логойському районі, Мінська область, Білорусь.
Розташований за 32 км від Мінська біля села Силичі.

## Інфраструктура

### Траси
- Кількість трас: 13
- Довжина трас: від 650 до 920 м.
- Чотирикрісельні та двокрісельні витяги